# Marlies Mejías
Mejías  García est un nom espagnol. Le premier nom de famille, en général paternel, est Mejías ; le second, en général maternel, souvent omis, est García.
Marlies Mejías García, née le 29 décembre 1992 à Santiago de Cuba, est une coureuse cycliste cubaine. Spécialiste de la piste, elle a participé aux Jeux olympiques de 2012 et de 2016 dans l'épreuve de l'omnium.

## Repères biographiques
Native de Santiago de Cuba, Marlies Mejías a vécu de nombreuses années à Güira de Melena (province d'Artemisa), avant de s'établir à La Havane. Elle donne naissance à une fille, le 16 août 2019, qu'elle a eu de son union avec le cycliste dominicain Rafael Merán.
Marlies garde un souvenir ému des Jeux Centro-Carïbéens de Veracuz 2014, où sur le vélodrome de Xalapa, elle est la plus titrée avec quatre médailles d'or dans les épreuves de poursuite individuelle et par équipes de vitesse par équipes (avec Lisandra Guerra) et en omnium. Bien que sa préparation soit optimale, elle ne put rééditer l'exploit aux Jeux de Baranquilla 2018 où sur le vélodrome de Cali, elle ne s'adjuge que trois médailles d'or (dans les poursuites par équipes et individuelle et la course scratch).
Elle est la première cycliste cubaine à avoir eu l'autorisation de courir dans une formation professionnelle, hors de Cuba. En 2017, elle court avec l'équipe argentine Weber Shimano Ladies Power et en 2018, elle participe à des épreuves, notamment en Australie, avec l'équipe américaine Sho-Air Twenty20. À son retour de République dominicaine, en janvier 2020, elle se présente au vélodrome Reinaldo Paseiro (es) pour reprendre son entraînement avec des distances toutefois inférieures à celles de ses coéquipières de l'équipe nationale. Cependant lors de la deuxième quinzaine de mars, où le confinement a interrompu les activités cyclistes sur l'île de Cuba, ses séances avaient le même kilométrage que les autres. Mejías a pu reprendre rapidement car, durant sa maternité, elle a pu contrôler sa prise de poids sous les 60 kg pour être, en avril 2020, à son poids de forme de 57 kg.
À cette date, ses objectifs sont l'obtention d'une médaille mondiale en catégorie Élite (elle qui a eu une médaille de bronze mondiale en juniors) et de participer aux Jeux de Tokyo, même si la nouvelle formule de la course omnium la désavantage.

## Palmarès sur piste

### Jeux olympiques
- Londres 2012
  - 8e de l'omnium
- Rio de Janeiro 2016
  - 7e de l'omnium

### Championnats du monde
- Montichiari 2010
  -  Médaillée de bronze de la poursuite individuelle juniors[2].
  - Sixième du 500 m juniors[3]
- Apeldoorn 2011
  - Sixième de la poursuite individuelle[4]
  - Sixième de l'omnium[5].
- Melbourne 2012
  - Seizième de l'omnium[6].
  - Dix-huitième de la poursuite individuelle[7].
- Cali 2014
  - Dixième de l'omnium[8].
- Saint-Quentin-en-Yvelines 2015
  - Cinquième de l'omnium[9].
  - Huitième de la poursuite individuelle[10].
  - 13e de la poursuite par équipes (avec Yudelmis Domínguez, Yoanka González et Yumari González)[11].
- Londres 2016
  - Neuvième de l'omnium[12].

### Coupe du monde
- 2014-2015
  - 2e de l'omnium à Guadalajara

| - Aguascalientes 2010 - Quatrième de l'omnium. - Medellín 2011 - Médaillée d'or de la poursuite par équipes. - Médaillée d'or de l'omnium. - Médaillée de bronze de la poursuite individuelle. - Mar del Plata 2012 - Médaillée d'or de l'omnium. - Médaillée d'argent de la poursuite individuelle. - Sixième de la course aux points. - Mexico 2013 - Médaillée d'or de la poursuite individuelle. - Médaillée d'or de la poursuite par équipes. - Médaillée d'or de l'omnium. - Aguascalientes 2014 - Médaillée d'argent de la poursuite individuelle. - Médaillée d'argent de la poursuite par équipes. - Médaillée d'argent de l'omnium. - Médaillée de bronze de la vitesse par équipes (avec Lisandra Guerra). - Santiago 2015 - Huitième de la course scratch. - Aguascalientes 2016 - Médaillée d'or de l'omnium. - Médaillée d'argent de la poursuite individuelle. - Troisième de la course à l'américaine (avec Iraida García). - Couva 2017 - Médaillée d'argent de la course scratch. - Médaillée de bronze de la poursuite par équipes (avec Arlenis Sierra, Mailín Sánchez, Yeima Torres et Claudia Barro). - Aguascalientes 2018 - Médaillée d'argent de la poursuite individuelle - Médaillée d'argent de la course scratch - Médaillée de bronze de la course aux points - Asuncion 2025 - Médaillée d'argent de la course scratch - Cinquième de la poursuite individuelle. - Cinquième de l'omnium. - Dixième de la course à l'américaine (avec Daymelin Pérez). | - Guadalajara 2011 - Médaillée de bronze de l'omnium - Toronto 2015 - Médaillée d'argent de la vitesse par équipes - Médaillée de bronze de l'omnium - Veracruz 2014 - Médaillée d'or de la vitesse par équipes (avec Lisandra Guerra) - Médaillée d'or de la poursuite individuelle - Médaillée d'or de la poursuite par équipes - Médaillée d'or de l'omnium - Barranquilla 2018 - Médaillée d'or de la poursuite individuelle - Médaillée d'or de la poursuite par équipes - Médaillée d'or du scratch |

## Palmarès sur route

### Par années
- 2010
  - 2e du championnat de Cuba sur route
- 2012
  - 3e du championnat de Cuba sur route
- 2013
  -  Médaillée d'argent des championnats panaméricains sur route
- 2014
  -  Médaillée d'or de la course en ligne des Jeux d'Amérique centrale et des Caraïbes
  - 2e du championnat de Cuba sur route
  - 3e du championnat de Cuba du contre-la-montre
- 2015
  -  Championne panaméricaine sur route
  -  Championne de Cuba du contre-la-montre
  -  Médaillée d'argent de la course en ligne des Jeux panaméricains
  - 2e du championnat de Cuba sur route
- 2016
  - 3e du championnat de Cuba sur route
  - 2e du championnat de Cuba du contre-la-montre
- 2017
  - Intelligentsia Cup
  - Wilmington Grand Prix
  - Clarendon Cup
  -  Médaillée de bronze des championnats panaméricains du contre-la-montre
- 2018
  -  Championne de Cuba du contre-la-montre
  -  Médaillée de bronze des championnats panaméricains sur route
- 2021
  -  Championne panaméricaine du contre-la-montre
- 2022
  - Gateway Cup
  - Intelligentsia Cup
  - 2e de la Clarendon Cup
  - 3e de la Crystal Cup
- 2023
  - 1re étape de la Redlands Bicycle Classic
  - 2e étape du Tour of the Gila
  - 4e étape de la Joe Martin Stage Race
  - Clarendon Cup
  - Crystal Cup
  - 2e de la Valley of the Sun Stage Race
- 2024
  - 1re (contre-la-montre) et 3e étapes de la Tucson Bicycle Classic
  - 2e étape du Tour of the Gila
  - Clarendon Cup
  - 2e du Grand Prix cycliste de Gatineau
  - 2e de la Valley of the Sun Stage Race
- 2025
  -  Championne de Cuba sur route
  -  Championne de Cuba du contre-la-montre
  - 3e étape de la Valley of the Sun Stage Race
  - 2e étape de la Tucson Bicycle Classic
  - Clarendon Cup
  - 2e de la Valley of the Sun Stage Race
  - 2e du Manhattan Beach Grand Prix

### Classements mondiaux
| Année                                 | 2012 | 2013 | 2014 | 2015 | 2016 | 2017 | 2018 | 2019 | 2020 | 2021 | 2022 | 2023 | 2024 |
| ------------------------------------- | ---- | ---- | ---- | ---- | ---- | ---- | ---- | ---- | ---- | ---- | ---- | ---- | ---- |
| Classement UCI                        | 135e | 87e  | 135e | 70e  | 426e | 360e | 134e | nc   | nc   | 227e | nc   | 730e | 324e |
|                                       |      |      |      |      |      |      |      |      |      |      |      |      |      |
| Légende : nc = non classéSource : UCI |      |      |      |      |      |      |      |      |      |      |      |      |      |

### Résultats sur les championnats

#### Championnats panaméricains
| Édition / Épreuve   | course en ligne | contre-la-montre |
| Medellín 2011       | Abandon         | -                |
| Mar del Plata 2012  | Cinquième       | -                |
| Zacatecas 2013      | [ 21 ]          | 7e               |
| Puebla 2014         | 7e              | 11e              |
| León 2015           | [ 25 ]          | 10e              |
| Táchira 2016        | 22e             | -                |
| Saint-Domingue 2017 | -               | [ 28 ]           |
| San Juan 2018       | [ 29 ]          | 8e               |
| Saint-Domingue 2021 | 16e             | [ 32 ]           |
| San Juan 2022       | 41e             | 12e              |